# 이반어
이반어는 말레이시아 사라왁주, 인도네시아 칼리만탄바랏 주 및 브루나이에 거주하는 "바다 다야크"로 알려진 다약 민족의 일파인 이반인이 사용한다. 그것은 오스트로네시아어족의 분파인 말레이폴리네시아어파 말레이어군에 속하며, 말레이어와 관계가 있고 사라왁 말레이어와 밀접하게 관계가 있다. 말레이어의 고향은 이반어군이 남아있는 서쪽 보르네오에 있다고 생각된다.